# Adoeette

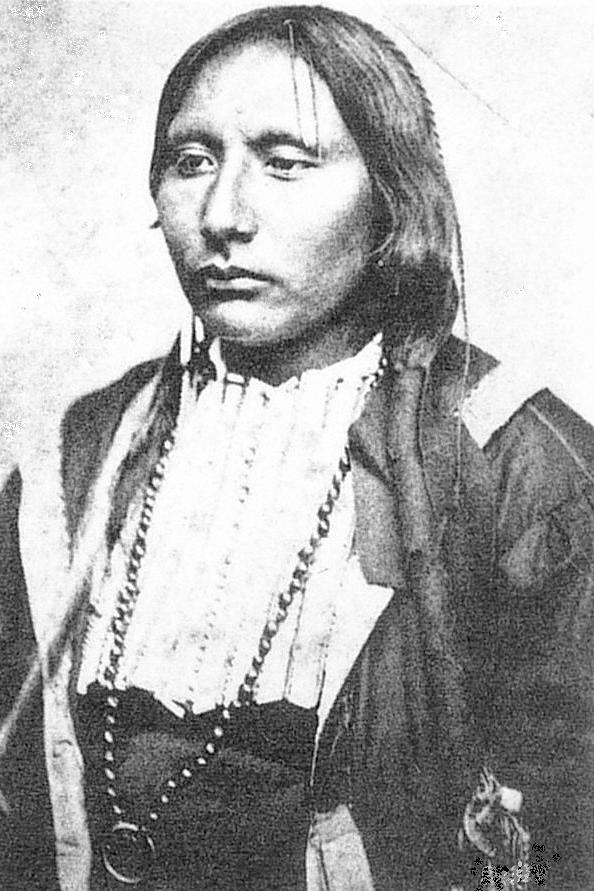
Adoeette (Big Tree)

Adoeette – wódz północnoamerykańskiego plemienia Kiowa (Amerykanie nazywali go Big Tree) z terenów południowo-zachodniej Oklahomy. Był jednym z sygnatariuszy traktatu zawartego w roku 1867 w Medicine Lodge, na mocy którego Kiowowie zmuszeni zostali do zamieszkania w rezerwacie. On i jego wojownicy nadal jednak przeprowadzali głębokie rajdy na terytorium Teksasu, skutkiem czego został aresztowany i osadzony w Forcie Sill. Zwolniono go w 1875 roku, gdy przysiągł, że odtąd on i jego lud będą żyć w pokoju.
Został chrześcijaninem i zamieszkał na stałe w rezerwacie. Zmarł około roku 1890.